# Nicholas Morello
Nicolò Terranova, noto anche con lo pseudonimo di Nicholas o Nick Morello (Corleone, 27 novembre 1890 – Brooklyn, 7 settembre 1916), è stato un mafioso italiano, noto per essere stato il successore del suo fratellastro Giuseppe Morello alla guida di quella che poi sarebbe diventata la Famiglia Genovese.

## Biografia
Era figlio di un mafioso corleonese, Bernardo Terranova. Aveva due fratelli, Vincenzo e Ciro, e una sorella, Salvatrice. Sua madre si chiamava Angelica Piazza e aveva un figlio, Giuseppe Morello, avuto da un precedente matrimonio. Nel 1893, i fratelli si trasferiscono a New York dove si era già stabilito Giuseppe Morello qualche anno prima e Salvatrice sposa Ignazio Lupo. 
Morello, Lupo e i fratelli Terranova danno vita alla 107th Street Mob, conosciuta anche come Morello Gang, banda criminale che opera nel quartiere di East Harlem, predecessora della famiglia Genovese. Nel 1910, Lupo e Giuseppe Morello vengono arrestati e condannati e Nicolò, ormai noto con il nome di Nick Morello, li succede alla guida della famiglia, insieme a suo fratello Vincenzo.
Nel 1915 scoppia la guerra newyorkese tra la mafia siciliana e la camorra napoletana. L'anno successivo Nicolò viene ucciso insieme alla sua guardia del corpo Charles Ubriaco, e vengono accusati diversi camorristi tra cui Pellegrino Morano, che nel 1917 è condannato all'ergastolo.
Tutti i fratelli Terranova sono sepolti al Calvary Cemetery nel Queens, vicino alle tombe di Joe Petrosino, che indagava su di lui, e di Ignazio Lupo.